# Kushti

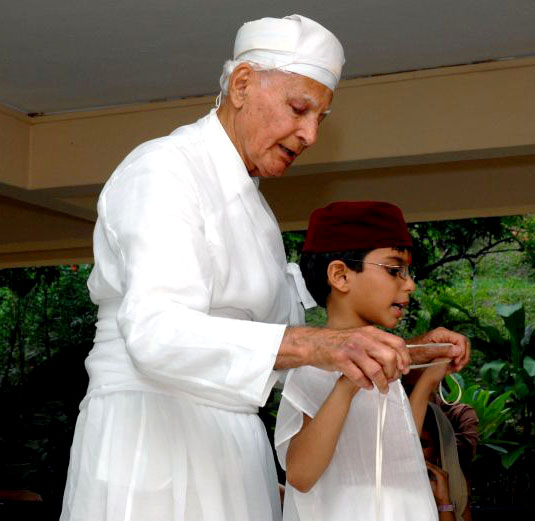
Navjote ceremoni - Mobeden vägleder barnet i att knyta sin heliga kushti under navjote-ceremonin.

Kushti (från medelpersiskans kustig) är det heliga snöre som zoroastrier bär runt midjan och som består av 72 vita bomullstrådar. När en zoroastrier ber knyter och öppnar han eller hon sin kushti och håller upp den i sina utsträckta händer. 
Kushti ingår tillsammans med en vit undertröja vid namn sedreh i alla zoroastriers rituella klädsel. 
Att kustin består av 72 trådar kommer av att Yasnan omfattar 72 delar.